# 五十猛駅
五十猛駅（いそたけえき）は、島根県大田市五十猛町にある、西日本旅客鉄道（JR西日本）山陰本線の駅である。事務管コードは▲640750。
駅名は、日本神話の五十猛命（）に由来する。

## 歴史
- 1917年（大正6年）5月15日：鉄道院山陰本線石見大田駅（現・大田市駅） - 仁万駅間延伸時に新設[1]。客貨取扱開始[1]。
- 1975年（昭和50年）7月16日：貨物取扱廃止[1]。
- 1977年（昭和52年）6月20日：業務委託駅化[3]。
- 1984年（昭和59年）2月1日：荷物扱い廃止[1]。
- 1985年（昭和60年）3月14日：無人駅化[4]。
- 1987年（昭和62年）4月1日：国鉄分割民営化に伴い、西日本旅客鉄道（JR西日本）の駅となる[1]。

## 駅構造
築堤上に島式ホーム1面2線を有する列車交換可能な地上駅。ホーム西端の通路から出入りするが、小さな駅前広場があるだけで駅舎は無い。通路からホームへ上がった所に乗車駅証明書発行機が設置されていたが、現在は撤去されている。ホーム上中程に待合室がある。トイレは設置されていない。
上下線共に両方向の入線・出発に対応しているが、1線スルー化はされていない。以前「いそかぜ」運転区間が米子駅 - 博多駅間だった頃、当駅で上下の「いそかぜ」が入れ違っていた。
浜田鉄道部管理の無人駅。

### のりば
| のりば | 路線     | 方向 | 行先             |
| ------ | -------- | ---- | ---------------- |
| 1      | 山陰本線 | 上り | 出雲市・松江方面 |
| 2      | 山陰本線 | 下り | 浜田・益田方面   |

※2017年3月時点でホームにのりば番号標が整備されており、列車運転指令上の番線番号同様入口側（上り・海側）を1番のりばとしている。

## 利用状況
2022年度の1日平均乗車人員は9人である。2004年度は41人、1994年度は54人、1984年度は99人だった。
近年の1日平均乗車人員の推移は以下の通り。
| 乗車人員推移 | 乗車人員推移 |
| 年度         | 1日平均人数  |
| ------------ | ------------ |
| 1999         | 60           |
| 2000         | 53           |
| 2001         | 42           |
| 2002         | 43           |
| 2003         | 37           |
| 2004         | 41           |
| 2005         | 39           |
| 2006         | 39           |
| 2007         | 47           |
| 2008         | 47           |
| 2009         | 47           |
| 2010         | 43           |
| 2011         | 30           |
| 2012         | 24           |
| 2013         | 30           |
| 2014         | 28           |
| 2015         | 28           |
| 2016         | 20           |
| 2017         | 12           |
| 2018         | 8            |
| 2019         | 11           |
| 2020         | 10           |
| 2021         | 11           |
| 2022         | 9            |

## 駅周辺
周辺は民家がほとんどで商店はない。
- 大田警察署五十猛駐在所
- 五十猛海水浴場
- 国道9号
- 島根県道289号久利五十猛停車場線
- 石見交通「五十猛駅前」停留所 - 駅前の道路を左へ300メートル先の国道沿いにある。

## 隣の駅
西日本旅客鉄道（JR西日本）
 山陰本線
静間駅 - 五十猛駅 - 仁万駅

#### 統計資料
1. ↑  “島根県統計書”. しまね統計情報データベース.   島根県政策企画局. 2025年2月4日閲覧。